# Вон Вейлер, Софи
Софи Паулине вон Вейлер (в замужестве — ле Поле) (нидерл. Sophie Pauline von Weiler, 24 декабря 1958, Хертогенбос, Нидерланды) — нидерландская хоккеистка (хоккей на траве), нападающий. Олимпийская чемпионка 1984 года, бронзовый призёр летних Олимпийских игр 1988 года, двукратная чемпионка мира 1983 и 1986 годов, серебряный призёр чемпионата мира 1981 года, чемпионка Европы 1987 года.

## Биография
Софи вон Вейлер родилась 24 декабря 1958 года в нидерландском городе Хертогенбос.
Играла в хоккей на траве за «Хилверсюмсе».
В 1984 году вошла в состав женской сборной Нидерландов по хоккею на траве на летних Олимпийских играх в Лос-Анджелесе и завоевала золотую медаль. Играла на позиции нападающего, провела 5 матчей, забила 5 мячей (два в ворота сборной ФРГ, по одному — Новой Зеландии, Канаде и Австралии).
В 1987 году завоевала золотую медаль чемпионата Европы в Лондоне.
В том же году стала победителем Трофея чемпионов.в Амстелвене.
В 1988 году вошла в состав женской сборной Нидерландов по хоккею на траве на летних Олимпийских играх в Сеуле и завоевала бронзовую медаль. Играла на позиции нападающего, провела 5 матчей, забила 2 мяча (по одному в ворота сборных США и Великобритании).
Дважды выигрывала золотые медали чемпионата мира — в 1983 году в Куала-Лумпуре и в 1986 году в Амстелвене. Кроме того, на её счету серебро чемпионата мира 1981 года в Буэнос-Айресе.
В 1978—1988 годах провела за сборную Нидерландов 137 матчей, забила 69 мячей.
В 90-е годы была менеджером женской сборной Нидерландов.